# 忘情戀
忘情戀（Raja Hindustani）是1996年一部印地語浪漫劇情片，講述一個來自小鎮的計程車司機愛上一個富家女的故事。该片由Dharmesh Darshan執導，阿米爾·汗（Aamir Khan）和卡里斯瑪·卡普爾（Karisma Kapoor）擔任主角。